# Albert Verschuuren

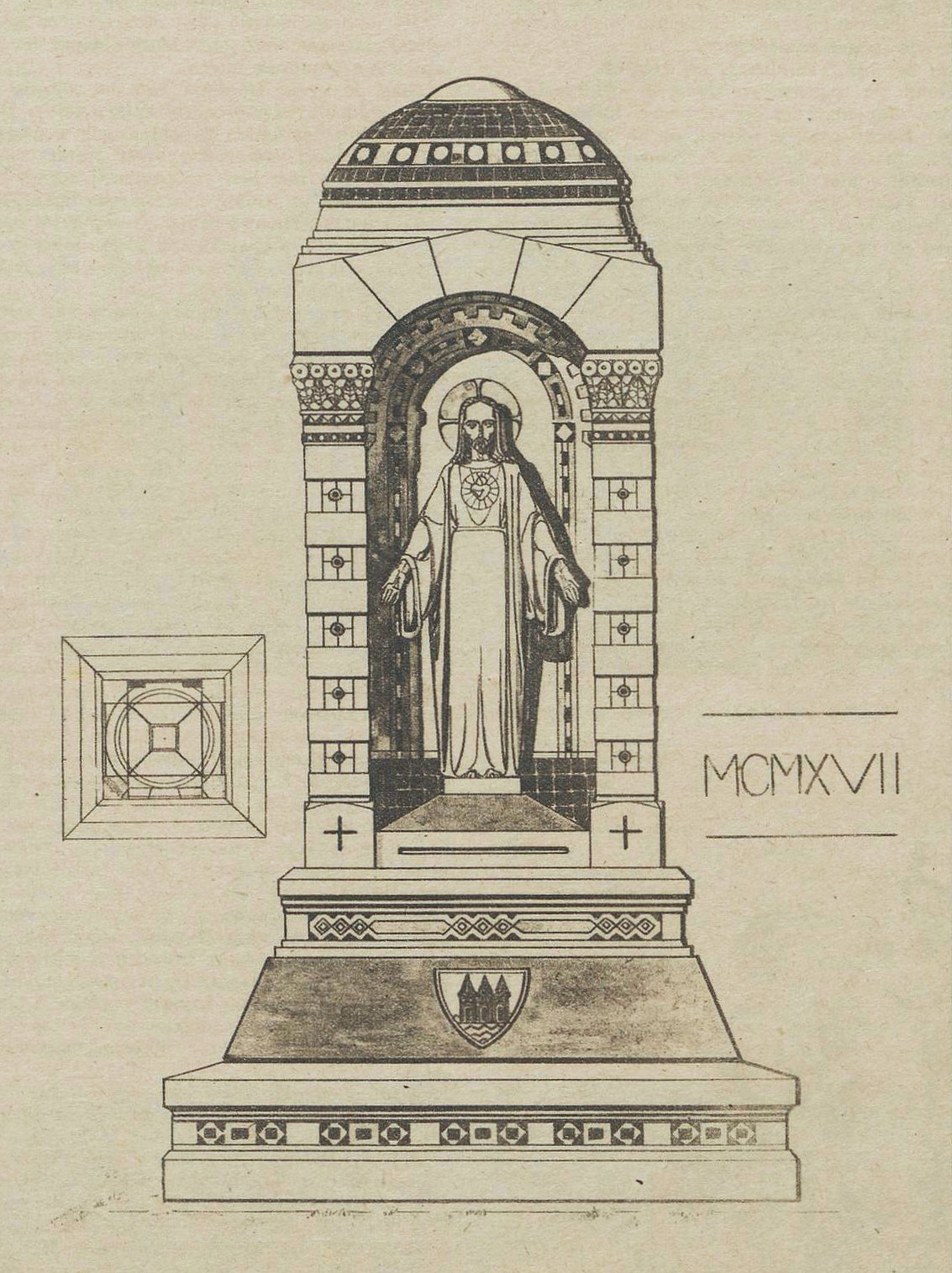
Ontwerp voor een Heilig Hartmonument in Tilburg (1917)

Albertus Joannes Joseph (Albert) Verschuuren (Tilburg, 11 maart 1887 – Oosterhout, 3 november 1953) was een Nederlandse schilder en beeldhouwer.

## Leven en werk
Verschuuren was een zoon van Carolus Josephus Hendrikus Verschuuren, textielfabrikant, en Clasina Maria de Bont en broer van de schilder Charles Verschuuren. Hij volgde zijn opleiding aan de Teekenschool waarna hij studeerde aan de Rijksakademie van beeldende kunsten bij Antoon Derkinderen. In 1910 won hij de zilveren medaille voor schilderkunst bij de Prix de Rome. Hij maakte diverse studiereizen naar het buitenland. 
Van 1921 tot 1942 was Verschuuren docent aan de tekenafdeling van de Katholieke Leergangen, voorloper van de Tilburgse kunstacademie. Als kunstenaar maakte hij vooral christelijk religieus werk, vaak in opdracht van kerken. 
In een ingezonden stuk in Van Bouwen en Sieren claimde Verschuuren dat het Heilig Hartbeeld in Leveroy plagiaat was. Hij had het ontwerp in 1917 gemaakt, waarna er verscheidene afgietsels van werden gemaakt en hij het zelf 2,6 meter hoog had uitgevoerd voor de kerk in Deest. Volgens hem had Jos Wielders, architect van de kerk in Leveroy, dat kunnen weten, want die had een van de afgietsels in zijn bezit.
Vanaf 1923 woonde hij in Oosterhout, waar hij in 1953 overleed.

## Werken (selectie)
- 1912: portretten van koningin-regentes Emma en koningin Wilhelmina, Oranjezaal van het Paleis-Raadhuis, Tilburg
- 1918: muurschilderingen in de Sint-Ceciliakerk, Enschot
- 1923: Sint Jozef en Sint Dominus, voorgevel van de Hasseltse kerk. Beelden zijn herplaatst op begraafplaats Hasselt.
- 1926: Heilig Hartbeeld (Ospel)
- 1930: Heilig Hartbeeld (Dongense Vaart)
- 1930: Sint Odulphus, aan de gevel van de kapel van het Odulphuslyceum, Tilburg
- 1933: Twaalf apostelen op sluitstenen in de H.H. Fabianus en Sebastianus-kerk in Apeldoorn
- 1943: Mariabeeld, Merodeplein in Tilburg
- Heilig Hartbeeld (Deest)
- Heilig Hartbeeld (Apeldoorn)

## Galerij

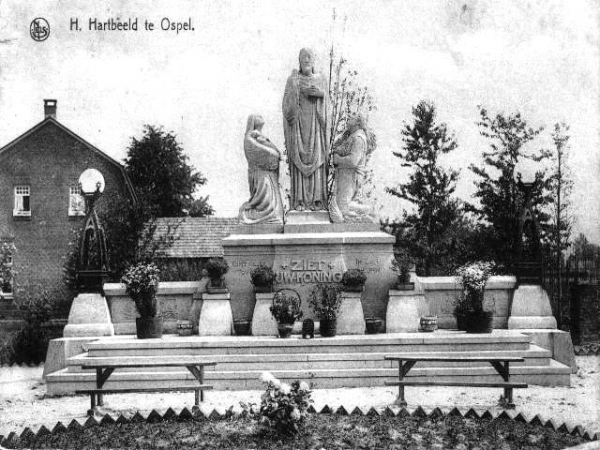
Heilig Hartbeeld (Ospel) (1926)
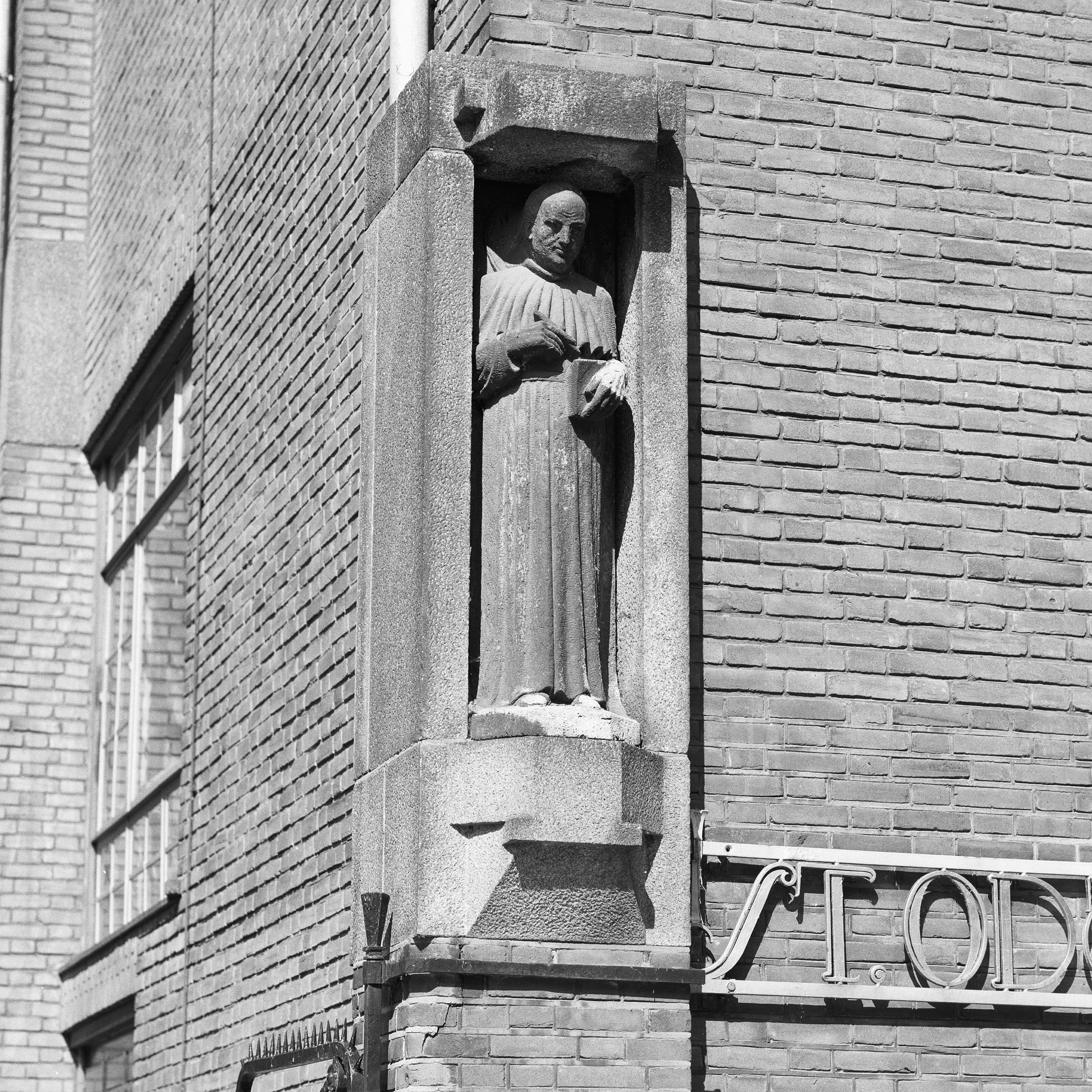
Odulphus (1930)
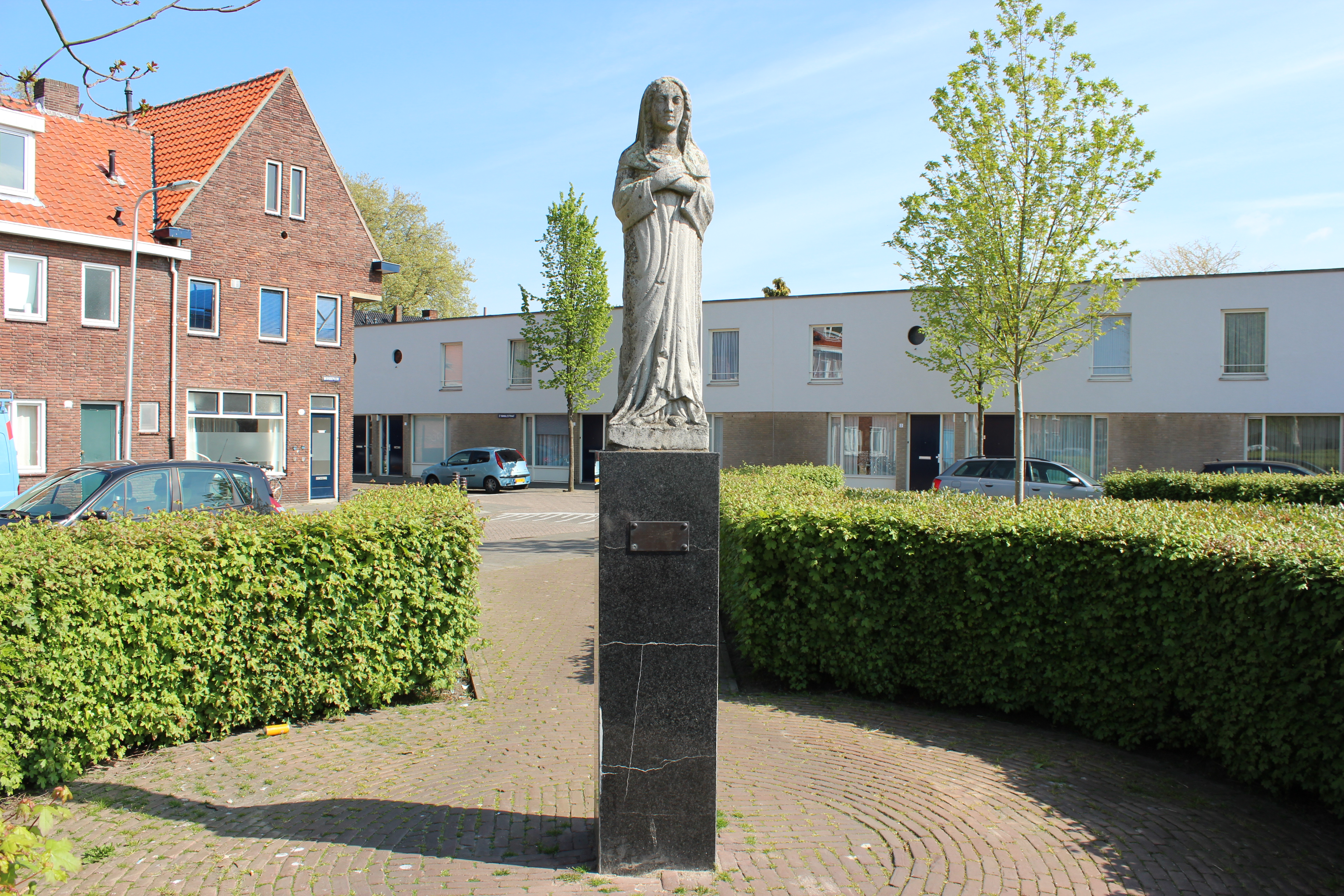
Mariabeeld (1943)

- Biografisch Portaal: 05598153
- International Standard Name Identifier: 0000 0003 8911 6765
- Nederlandse Thesaurus van Auteursnamen: 297077481
- RKD-Nederlands Instituut voor Kunstgeschiedenis: 80646
- Virtual International Authority File: 282409103
- WorldCat: E39PBJdGT69fGp4XJpktVcBQMP